# Ровное (Николаевская область)
Ровное (укр. Рівне) — посёлок в Очаковском районе Николаевской области Украины.
Основано в 1928 году. Население по переписи 2001 года составляло 900 человек. Почтовый индекс — 57530. Телефонный код — 5154. Занимает площадь 1,665 км².

## История
В 1946 году указом ПВС УССР посёлок совхоза имени Шмидта переименован в Ровное.

## Местный совет
57530, Николаевская обл., Очаковский р-н, с. Ровное, ул. Юбилейная, 16